# Qutb-ud-din Aibak

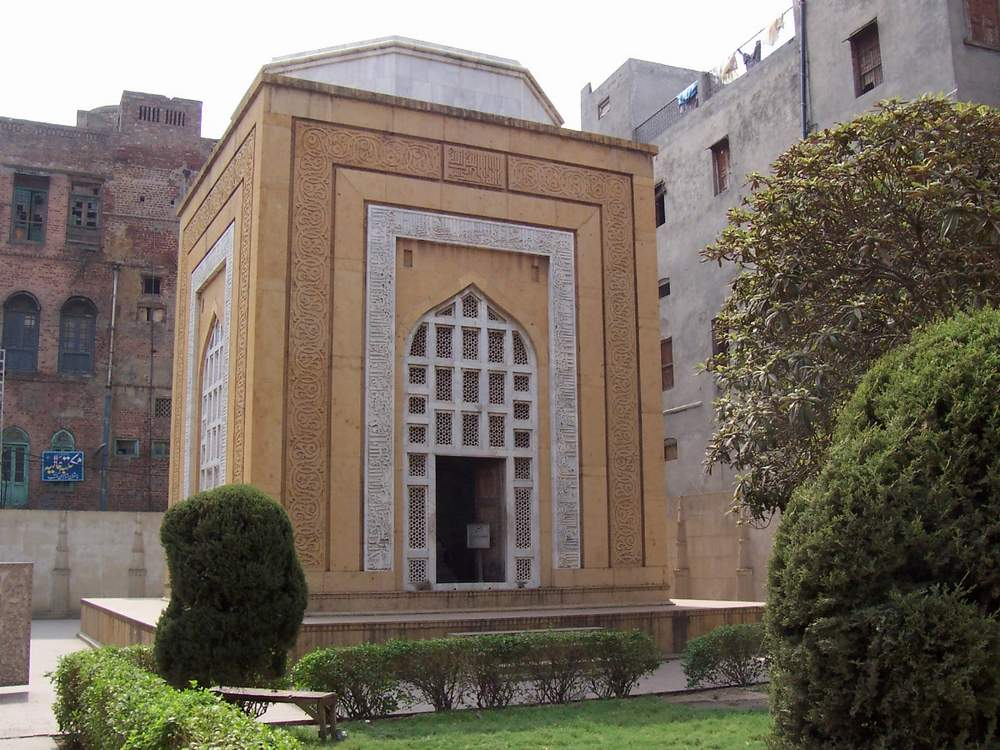
Reconstruido mausoleo del sultán Qutb-ud-Din Aibak, situado en la carretera Aibak, en el barrio Anarkali de la ciudad de Lahore (Pakistán)

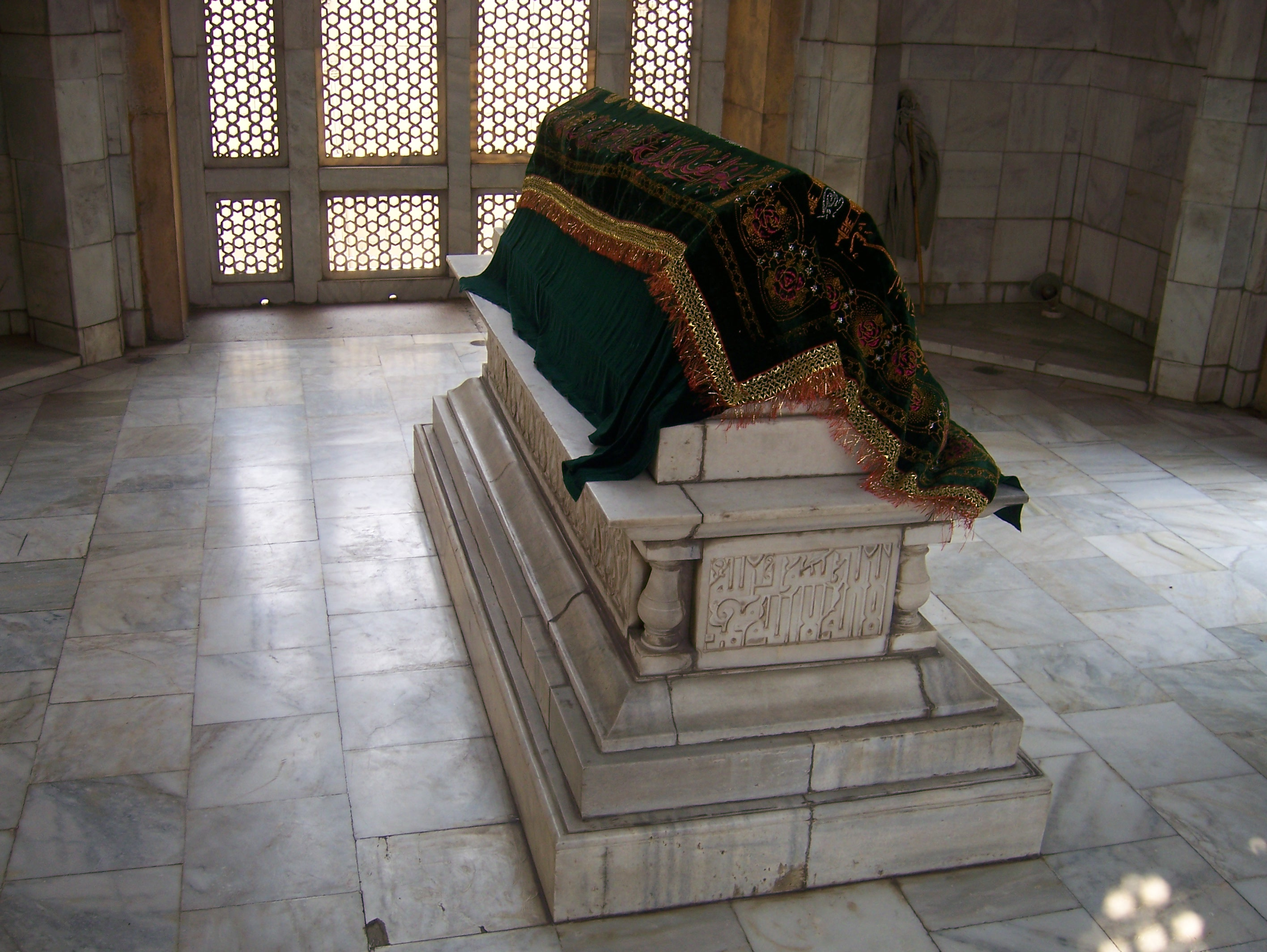
Tumba del sultán, dentro del mausoleo

Qutb-ud-din Aibak (estepa euroasiatica, ca. 1150 - cerca de Lahore, Punyab, 1210) fue un gobernante en la India medieval, y el primer sultán de Delhi así como el fundador de la «dinastía de los esclavos» (conocida también como la «dinastía de los mamelucos»). Fue sultán entre 1206 y 1210.
Qutb-ud-din era de la tribu túrquica cumana (Kipchak) de los Aibak y nació en las estepas al norte del mar Negro y del mar Caspio o en el Asia central. De niño fue capturado y vendido como esclavo (mameluco), tal como más tarde lo serían sus compatriotas cumanos Baibars y Qalawun (futuros cuarto y séptimo sultanes mamelucos de Egipto, respectivamente). Fue comprado por el jefe qazi de Nishapur, que le trató como si fuera su propio hijo. Aibak recibió una buena educación y fue adiestrado en tiro con arco y como jinete. Al morir su amo, el hijo del jefe qazi lo vendió de nuevo a un mercader. Qutb-ud-din fue de nuevo comprado, esta vez por el sultán del Imperio gúrida Mu'izz al-Din Muhammad Guri, que había conquistado los actuales territorios de Afganistán, Pakistán, Turquestán y el norte de la India. Qutb-ud-din, miembro del ejército del sultán, ascendió hasta convertirse en el mejor general de sus tropas.
Recibió el encargo de dirigir las campañas militares del sultán Muhammad Guri y la administración de sus posesiones en la India. Fue uno de los principales responsables del éxito de las conquistas militares de Muhammad. Tras la muerte del sultán, Qubd-ud-din le sucedió en el cargo y se proclamó sultán de un territorio que comprendía Afganistán, Pakistán y parte de la India (la zona del Turquestán había sido conquistada entretanto por el líder mongol Gengis Kan).
A pesar de que su reinado duró sólo cuatro años, consiguió establecer un sólido sistema administrativo. Restauró la paz y la prosperidad en las zonas que estaban bajo su control y despejó los caminos de ladrones y asaltantes. Fue también un fiel musulmán.
Qutb-ud-din trasladó la capital del imperio desde la ciudad de Ghazni a Lahore (actual capital de Pakistán) y más tarde a Delhi. Está considerado como el primer gobernante musulmán del sur de Asia. Inició la construcción de la mezquita Quwwat-ul-Islam y del minarete Qutab Minar, ambos en el complejo Qutb.
Bajo sus órdenes, el general mameluco de origen turcomano Muhammad Bajtiyar Jalyi destruyó la «magnífica fortaleza»
de Nalanda, y mató a todos sus «soldados rapados» (en realidad la universidad y monasterio budista, con pacíficos estudiantes y monjes desarmados) y conquistó la región de Bengala, incorporándola al sultanato de Delhi.
Qutb-ud-din murió de manera accidental en 1210 cuando su caballo se cayó mientras jugaba un partido de polo. Aibak cayó sobre el pomo de madera de su silla, se empaló, y murió desangrado. Fue enterrado en la ciudad de Lahore (Pakistán). Su sucesor fue el general mameluco de origen turco Shams-ud-din Iltutmish, que terminó las obras arquitectónicas de Aibak.
Su tumba fue destruida en 1241 cuando los mongoles atacaron la ciudad. En 1970 se construyó una nueva tumba en el mismo lugar.